# Joan Vilà i Moncau
Joan Vila i Moncau (Vic, Osona 1924-Olot, setembre de 2013) fou un pintor català.

## Biografia
Estudià primer a Vic, després a l'Escola de la Llotja de Barcelona i finalment a l'École du Louvre, de París el 1954. Especialitzat en la pintura mural, va fer obres d'aquesta mena a Vic, Olot, la Seu d'Urgell, Ripoll. Participà en els Salons d'Octubre de Barcelona i al Saló de maig. Exposà sovint integrat a Els Vuit de Vic, i individualment, a Sabadell (1957), Madrid (1962), Vic (1962 i 1964), Barcelona (1967 i 1975) i Figueres (1974). Des del 1970 fou director de l'Escola de Belles Arts d'Olot. El seu estil és una modernització del realisme més fidel, especialment centrat en paisatges urbans, però també ha assajat el surrealisme. El 1991 va rebre la Creu de Sant Jordi. Va morir el setembre de 2013.